# Saxifraga gemmipara
Saxifraga gemmipara är en stenbräckeväxtart som beskrevs av Adrien René Franchet. Saxifraga gemmipara ingår i Bräckesläktet som ingår i familjen stenbräckeväxter. Inga underarter finns listade i Catalogue of Life.